# Mariä Himmelfahrt (Weihersdorf)

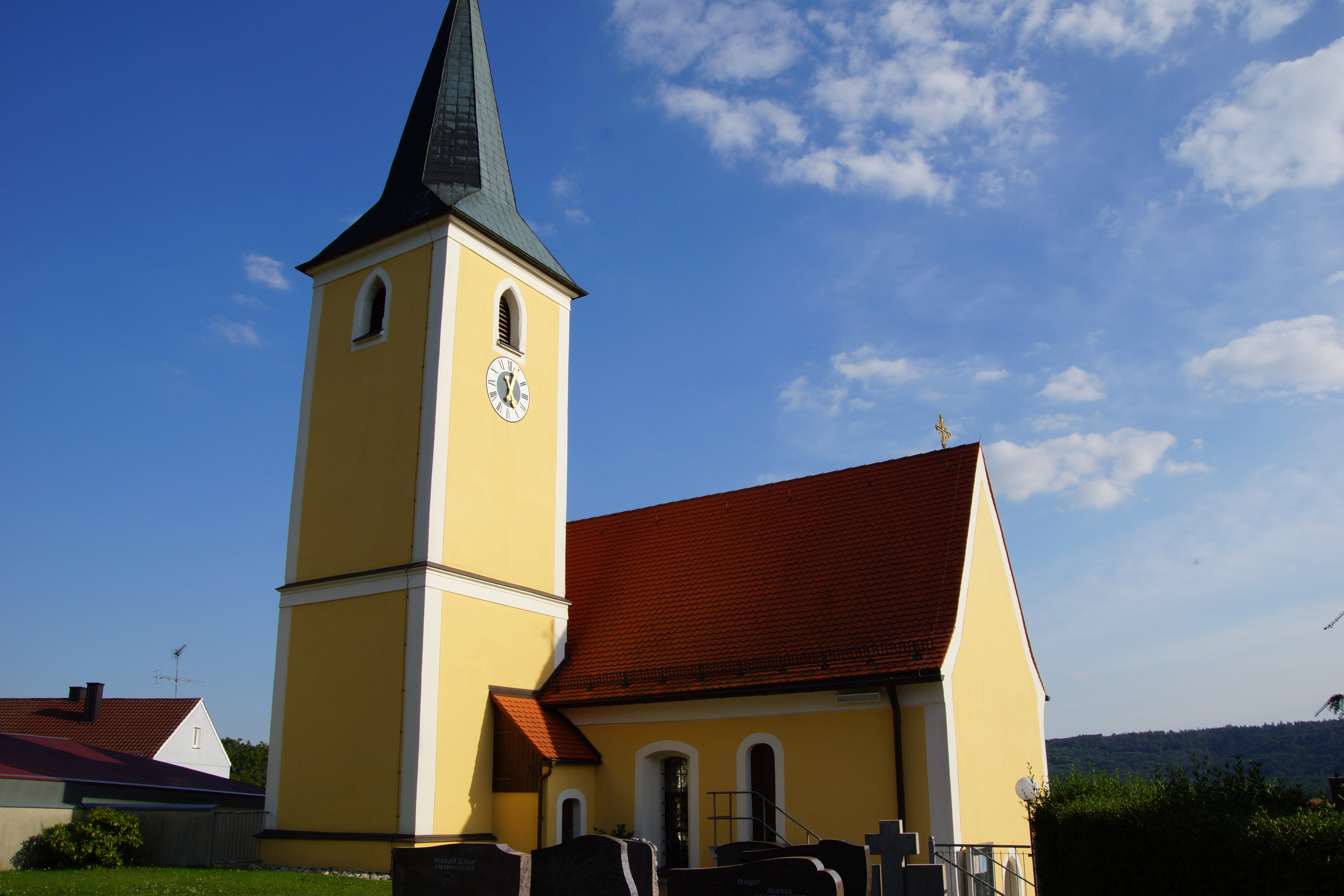
Mariä Himmelfahrt (Weihersdorf)

Die römisch-katholische, denkmalgeschützte Pfarrkirche Mariä Himmelfahrt steht in Weihersdorf, einem Gemeindeteil der Gemeinde Mühlhausen im Landkreis Neumarkt in der Oberpfalz. Sie gehört zum Dekanat Neumarkt in der Oberpfalz des Bistums Eichstätt. Das Bauwerk ist unter der Denkmalnummer D-3-73-146-54 als Baudenkmal in die Bayerische Denkmalliste eingetragen.

## Beschreibung
Die Saalkirche wurde im 15. Jahrhundert gebaut. Sie besteht aus einem Langhaus, dessen ältere Mauern einbezogen wurden, einem gleich breiten, dreiseitig geschlossenen Chor im Osten und einem Chorflankenturm an dessen Nordwand. Sein oberstes Geschoss beherbergt die Turmuhr und den Glockenstuhl. 
Der Innenraum des Langhauses ist mit einer Flachdecke überspannt. Das neubarocke Fresko mit der Darstellung der Unbefleckten Empfängnis an der Decke entstand 1904. Zur Kirchenausstattung gehört ein Ende des 17. Jahrhunderts gebauter Hochaltar. In der Mitte des Triptychons befindet sich ein Relief mit der Mondsichelmadonna, auf den Seitenflügeln sind Gemälde von Herz Maria und von Herz Jesu. Die Orgel wurde 1876 von Augustin Ferdinand II. Bittner gebaut.